# فرد دبليو. درابر
فرد دبليو. درابر (بالإنجليزية: Fred W. Clark)‏ هو مربي وسياسي أمريكي، ولد في 22 يوليو 1868، وتوفي في 2 سبتمبر 1962. حزبياً، نشط في الحزب الجمهوري. وقد انتخب عضو جمعية ولاية ويسكونسن.